# Putišići (Foča, BiH)
Putišići su naseljeno mjesto u općini Foči, Republika Srpska, BiH. Nalazi se sjeverno i istočno od granice s Crnom Gorom, s desne obale rijeka Drine i Tare.
Popisano je kao samostalno naselje na popisu 1961., a na kasnijim popisima ne pojavljuje se, jer je 1962. godine pripojeno Zavaitu (Sl.list NRBiH, br.47/62).

## Stanovništvo
| Narod     | Popis 1961. |
| --------- | ----------- |
| Hrvati    |             |
| Muslimani |             |
| Srbi      | 96          |
| ostali    |             |
| Ukupno    | 96          |